# Richard Meyer (Künstler)
Richard Meyer (* 1863; † 1953) war ein deutscher Maler, Kunsterzieher und Schulleiter. Er war von 1897 bis 1905 Direktor der Handwerker- und Kunstgewerbeschule Elberfeld und von 1905 bis 1929 Direktor der Staatlichen Kunstgewerbeschule Hamburg.

## Leben
Richard Meyer war Maler und Zeichenlehrer an der gewerblichen Zeichenschule in Elberfeld, als sich in den 1890er Jahren unter der Leitung des Elberfelder Architekten Rudolf Hermanns ein Kreis angesehener Bürger zu einem Kunstgewerbeverein zusammenschloss, um dem Ziel der Gründung einer Kunstgewerbeschule näher zu kommen. Meyer war es dabei, der in der Gründungsversammlung des Elberfelder Kunstgewerbevereins den Anwesenden in einem wegweisenden Vortrag Sinn und Zweck sowie das Programm einer Kunstgewerbeschule erläuterte. Meyer wurde sodann Direktor der Handwerker- und Kunstgewerbeschule Elberfeld, die am 1. Oktober 1897 ihren Betrieb aufnahm. Durch Meyers Einfluss auf die Auswahl ihm geeignet erscheinenden Lehrpersonals und auf den Lehrplan wurde die kunstpädagogische Ausrichtung der Schule, die sich den zeitgenössischen Strömungen des Jugendstils und den Reformbewegungen weit öffnete, in den folgenden Jahren maßgeblich bestimmt. 1901 berief er den Kunstschmied und Ziseleur Hilmar Lauterbach. Meyer übernahm den Vorsitz des Elberfelder Kunstgewerbevereins und knüpfte Kontakte zur internationalen Kunsthandwerkerszene. Er besuchte 1904 die Louisiana Purchase Exposition. Dort gelang es ihm, den gerade mit einer Goldmedaille ausgezeichneten Schweizer Alfred Johann Altherr als Lehrer einer Fachklasse für künstlerische Ausgestaltung des Innenraumes und als Entwerfer von Möbeln und Geräten zu gewinnen. Als Meyer zum 1. April 1905 zur 1896 gegründeten Staatlichen Kunstgewerbeschule Hamburg wechselte, folgte ihm der Kunstschriftsteller Otto Schulze-Köln in Elberfeld als Direktor.
Auch auf seinem neuen Hamburger Direktorenposten, auf den Meyer durch eine günstige Beurteilung des Düsseldorfer Kunstgewerbeschuldirektors Peter Behrens berufen worden war, nahm er maßgeblichen Einfluss auf die Ausrichtung der Schule. Durch die Verpflichtung von Lehrenden wie Willy von Beckerath (1907–1931, Figürliche Wandmalerei), Arthur Illies (1908–1933, Malerei/Zeichnen), Wilhelm Niemeyer (1911–1938 Kunstgeschichte), Richard Schmidt (1907–1945, Raumkunst), Johannes Schulz (1910–1945, Buchdruck/Grafik), Eduard Steinbach (1906–1939, Malerei), Julius Wohlers (1908–1931, Malerei) und vor allem von auswärtigen Lehrern wie dem Schweizer Johann Michael Bossard (1907–1944, Bildhauerei) und den Wienern Carl Otto Czeschka (1907–1943, Flächenkunst/Gebrauchsgrafik), Franz Karl Delavilla (1909–1912, Textilkunst), Anton Kling (1908–1923, Dekorative Malerei/Glasmalerei) und Richard Luksch (1907–1934, Bildhauerei) gelang es ihm, eine fortschrittliche Orientierung herbeizuführen. Meyer setzte sich ferner dafür ein, dass Frauen im April 1907 zum ersten Mal als „Hospitantinnen“ an seiner Kunstgewerbeschule für sie ausgewählte Kurse besuchen durften. Mit der Textilkünstlerin Maria Brinckmann (1909–1932, Kunststickerei, ab 1916 Leitung der Textilwerkstatt) kam unter seiner Ägide 1909 die erste weibliche Lehrkraft an die Schule.

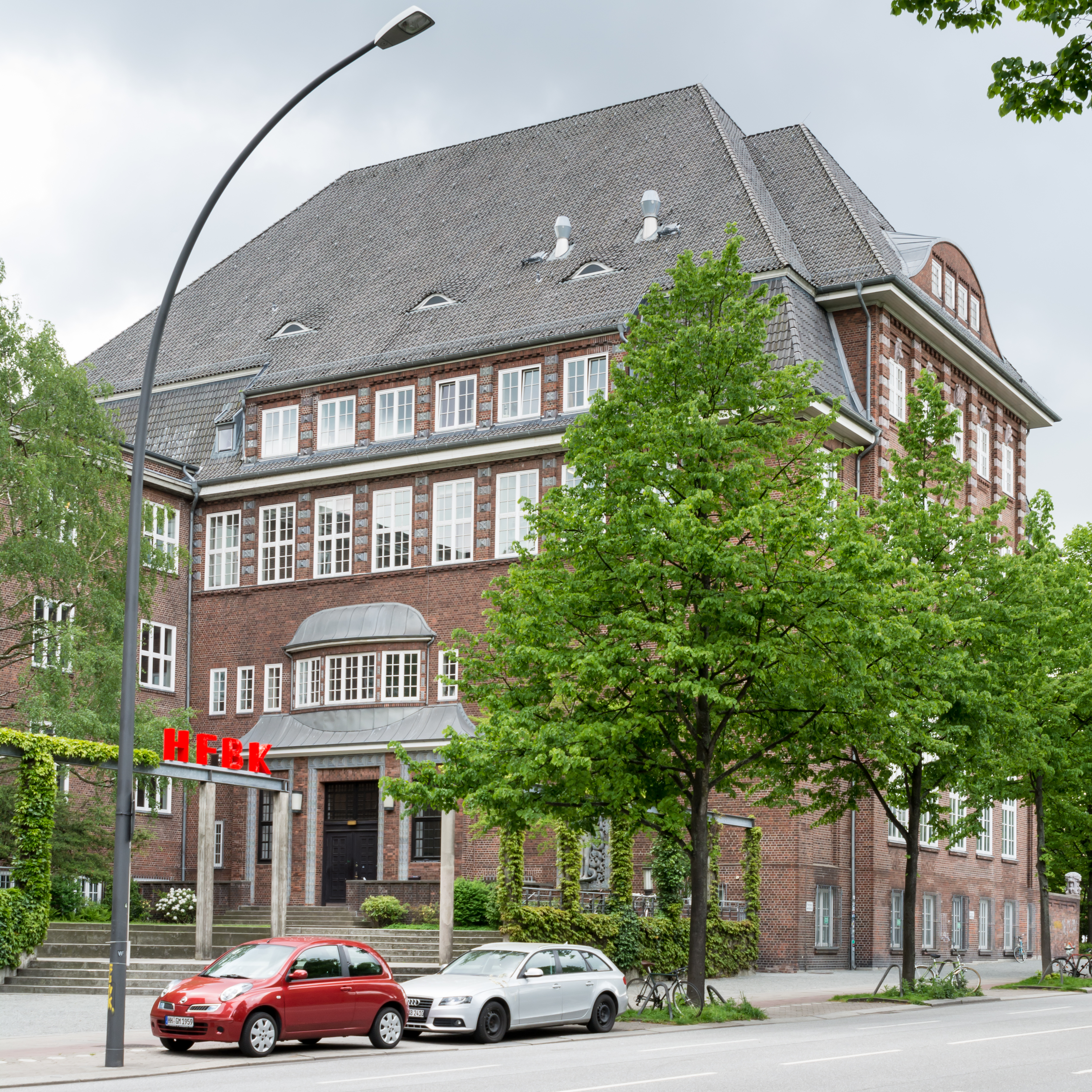
Gebäude der Staatlichen Kunstgewerbeschule Hamburg, heute Hochschule für bildende Künste Hamburg

Eine weitere Aufgabe war die Mitwirkung an den Bemühungen um ein neues Gebäude, nachdem die Kunstgewerbeschule bis zum Jahr 1909 rund 4000 Schüler aufgenommen hatte. Zur Bewältigung der Kapazitätsprobleme wurden Planungen zum Bau einer Staatlichen Kunstgewerbeschule am Lerchenfeld und einer ausgegliederten Technischen Staatslehranstalt am Berliner Tor eingeleitet. Ein ab 1911 nach Plänen von Fritz Schumacher erbauter Neubau am Lerchenfeld, zu dem zahlreiche Werkstätten und Gewächshäuser sowie Tiergehege gehörten, konnte 1913 für 1088 eingeschriebene Schüler eröffnet werden.
Mit dem Ziel, den Hochschulstatus zu erlangen, wurde die Kunstgewerbeschule 1928 in Landeskunstschule umbenannt. 1929 trat Meyer in den Ruhestand, sein Nachfolger als Direktor wurde Paul Helms.
Meyer war Mitglied des Hamburger Gewerbevereins und 1. Vorsitzender der 1908 gegründeten Gesellschaft für Bücherfreunde zu Hamburg.

## Veröffentlichungen
- Über Kunstgewerbeschulen. Vortrag, gehalten von der Wanderversammlung des Verbandes Deutscher Gewerbeschulmänner, Pfingsten 1903. 1903.
- Oeffentliche Wettbewerbe und Preisgerichte. In: Die Werkstatt der Kunst. Heft 16 (1910/1911), S. 217–218 (Digitalisat)
- Die Stellung des Kunstgewerbes zum Baugesetz in Hamburg. Vortrag, gehalten im Kunstgewerbeverein zu Hamburg im Herbst 1910. 1911.
- Staatliche Kunstgewerbeschule zu Hamburg, Abteilung für Buchbinderei. Druckerei-Ges. Hartung & Co., Hamburg, um 1911.
- Künstlerische Erziehung. In: Deutsche Kunst und Dekoration. Jahrgang 38 (1916), S. 439–440 (Digitalisat)
- Kinderarbeiten – eine Forderung an die Schule. In: Deutsche Kunst und Dekoration. Jahrgang 39 (1916/17), S. 137–144 (Digitalisat)
- Für die Hamburgische Universität. Boysen, Hamburg 1918.
- Künstlerische Arbeit und Volkskultur. Vortrag, gehalten im Dezember 1918 (= Flugschriften des Kunstgewerbevereins zu Hamburg, Nr. 1). Boysen, Hamburg 1918.
- Die Not des Kunsthandwerks. Vortrag, gehalten im Kunstgewerbeverein Hamburg, Januar 1930. 1930.